# Олимпийский комитет Тонги
Ассоциация спорта и национальный олимпийский комитет Тонги (англ. Tonga Sports Association and National Olympic Committee; уникальный код МОК — TGA) — организация, представляющая Тонгу в международном олимпийском движении. Штаб-квартира расположена в Нукуалофе. Комитет основан в 1963 году, в 1984 году был принят в МОК, является членом ОНОК, организует участие спортсменов из Тонги в Олимпийских, Тихоокеанских играх и других международных соревнованиях. 